# المفيد للحكام فيما يعرض لهم من نوازل الأحكام (كتاب)
كتاب المفيد للحكام فيما يعرض لهم من نوازل الأحكام لأبي الوليد هشام بن عبد الله بن هشام الأزدي المالكي القرطبي . المعروف اختصارا بـ ابن هشام القرطبي . ويقع هذا الكتاب في خمسة مجلدات .

## حول الكتاب
الكتاب يعد من أبرز المؤلفات التي تتعلق بأهم المباحث الشرعية -علم الفقه والسياسة الشرعية- الذي يعتبر من أعظم العلوم الشرعية وأجلها قدراً وأكثرها فائدة وأبينها شرفاً ومنزلة والتي بها صلاح المكلفين وسعادتهم في الدارين وبها يتوصل إلى معرفة الحلال والحرام في الأقضيات والنوازل التي تحدث في المجتمعات والتي لا نهاية لها إلى قيام الساعة.

## سبب تأليفه
وعن سبب تأليفه يقول مؤلفه رحمه الله: 
| ” | «فإنني ابتليت بالنظر بين الناس في الأحكام، والفصل بينهم في النوازل في مجالس الحكام، ولم أزل عند وقوعها أجعل هجيراي العكوف على استخراجها من أمهات الكتب، والوقوف على مواضعها في الدواوين المضمنة لها، وأقيدها عند كل نازلة تطرأ، أو حادثة تنشأ من الخصام، حتى اجتمع لي جملة صالحة من المسائل التي لا غنى عنها، ولا بد للحاكم منها، وقيدتها مفترقة حسب وقوعها في أوقات مختلفة، فرأيت من استخارة الله تعالى أن أضم نشرها، وأنظم دررها، وأقيم ناقلة صورها، وأضيف إليها مسائل تليق بمعناها، تبعث النفس على البحث، والتقييم عن سواها، وأنسب كل ذلك إلى قائله، وأسمي الكتب التي نقلتها منها، ليكون ذلك تذكرة للطالب عند الوقوف عليها والنظر إليها» | “ |